# Cichorzecze
Cichorzecze (niem. Klöbenstein) – osada w Polsce położona w województwie zachodniopomorskim, w powiecie drawskim, w gminie Czaplinek. W latach 1975–1998 miejscowość administracyjnie należała do województwa koszalińskiego. W roku 2007 osada liczyła 18 mieszkańców. Miejscowość wchodzi w skład sołectwa Żelisławie.

## Geografia
Osada leży ok. 3,5 km na południowy wschód od Żelisławia, ok. 700 m na wschód od jeziora Kaleńskie, ok. 500 m na południowy wschód od jeziora Łęka, ok. 1,5 km na południowy zachód od jeziora Pławno Wielkie. 